# 범연수
범연수(范延壽, ? ~ 기원전 19년)는 전한 말기의 관료로, 자는 자로(子路)이며, 여남군 안성현(安成縣) 사람이다.

## 생애
하평 2년(기원전 27년), 북해태수에서 정위로 승진하였다.
대장군 왕봉은 처제 장미인(張美人)을 성제의 후궁으로 들여보냈는데, 그녀는 다른 남자와 혼인한 적이 있는 여자였다. 양삭 원년(기원전 24년), 경조윤 왕장은 왕봉을 탄핵하면서, 오랑캐들조차 개가한 여자의 맏이를 죽이는 풍습을 갖고 있음을 거론하며 황실의 혈통을 지켜야 함을 주장하였다. 이에 왕봉 또한 왕장을 탄핵하였고, 범연수는 왕장이 천자를 오랑캐와 비교하는 대역죄를 저질렀다고 판결하였다. 결국 왕장은 주살되었다.
연나라와 조나라의 경계에서 세 남자가 한 여자를 취하여 네 아들을 두었는데, 자식을 어떻게 나누어 기를지 다투는 사건이 일어났다. 관아에서는 이를 해결하지 못하고 조정에 해결을 청원하였다. 이를 패륜이라고 여긴 범연수는 짐승의 새끼가 어미를 따르는 것을 들며 어미가 아들들을 기르게 하고, 또 세 남자를 저잣거리에서 주살하고 태수를 파면하자고 하였다. 성제는 이를 윤허하였다.
홍가 2년(기원전 19년), 재임 중 죽었다.

## 출전
- 반고, 《한서》
  - 권19하 백관공경표 下
  - 권98 원후전
- 사승, 《후한서》 [이방, 《태평어람》 권231에 인용]